# Bill Hosket (1946)
Wilmer Frederick Hosket jr., detto Bill (Dayton, 20 dicembre 1946), è un ex cestista statunitense, professionista nella NBA. È il figlio di Bill Hosket sr.

## Carriera
Venne selezionato dai New York Knicks al primo giro del Draft NBA 1968 (10ª scelta assoluta).
Con gli Stati Uniti ha disputato i Giochi olimpici di Città del Messico 1968.

## Palmarès
- Campionato NBA: 1

New York Knicks: 1970